# الهولندي الطائر
الهولندي الطائر (بالهولندية: De Vliegende Hollander) (بالإنجليزية: the Flying Dutchman)‏. هي سفينة أشباح أسطورية لا يمكنها أبداً أن ترسو في ميناء، ومحكوم عليها الإبحار في المحيطات إلى الأبد. ومن المرجح أن تكون هذه الأسطورة قد نشأت من الفولكلور البحري في العصر الذهبي للقرن السابع عشر لشركة الهند الشرقية الهولندية (VOC)، وأقدم نسخة موجودة يعود تاريخها إلى أواخر القرن 18. وتبين المشاهدات التي حصلت في القرنين 19 و20 أن السفينة كانت متوهجة كضوء شبحي. عند اقتراب سفينة أخرى منها ومحاولة إيصال أي رسالة من الهولندي الطائر إلى اليابسة أو إلى البشر، يتبين أن طاقمها ماتوا منذ زمن بعيد. وفي عالم المحيط، يعتبر ظهورها علامة شؤم للبحارة ونذيرا بكارثة وشيكة.

## أصل الأسطورة

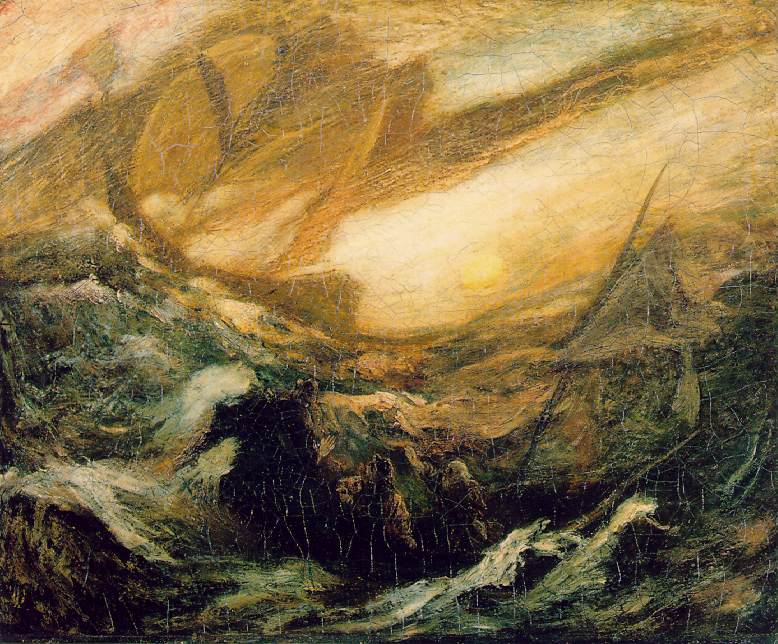
الهولندي الطائر لألبيرت رايدر

أول مرجع مطبوع لظهور السفينة كتبه جون ماكدونالد في أسفار في أجزاء مختلف من أوروبا، آسيا وإفريقيا خلال سلسلة من ثلاثين عاماً فما فوق (1790) يقول:

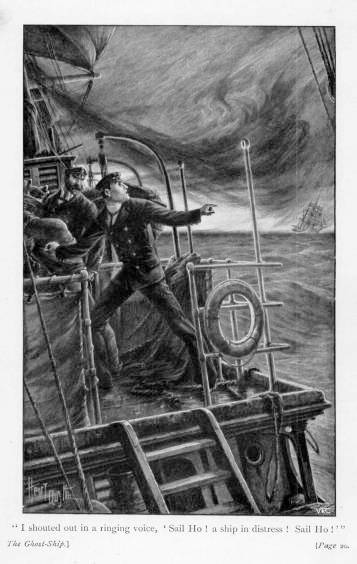
شبح للهولندي الطائر

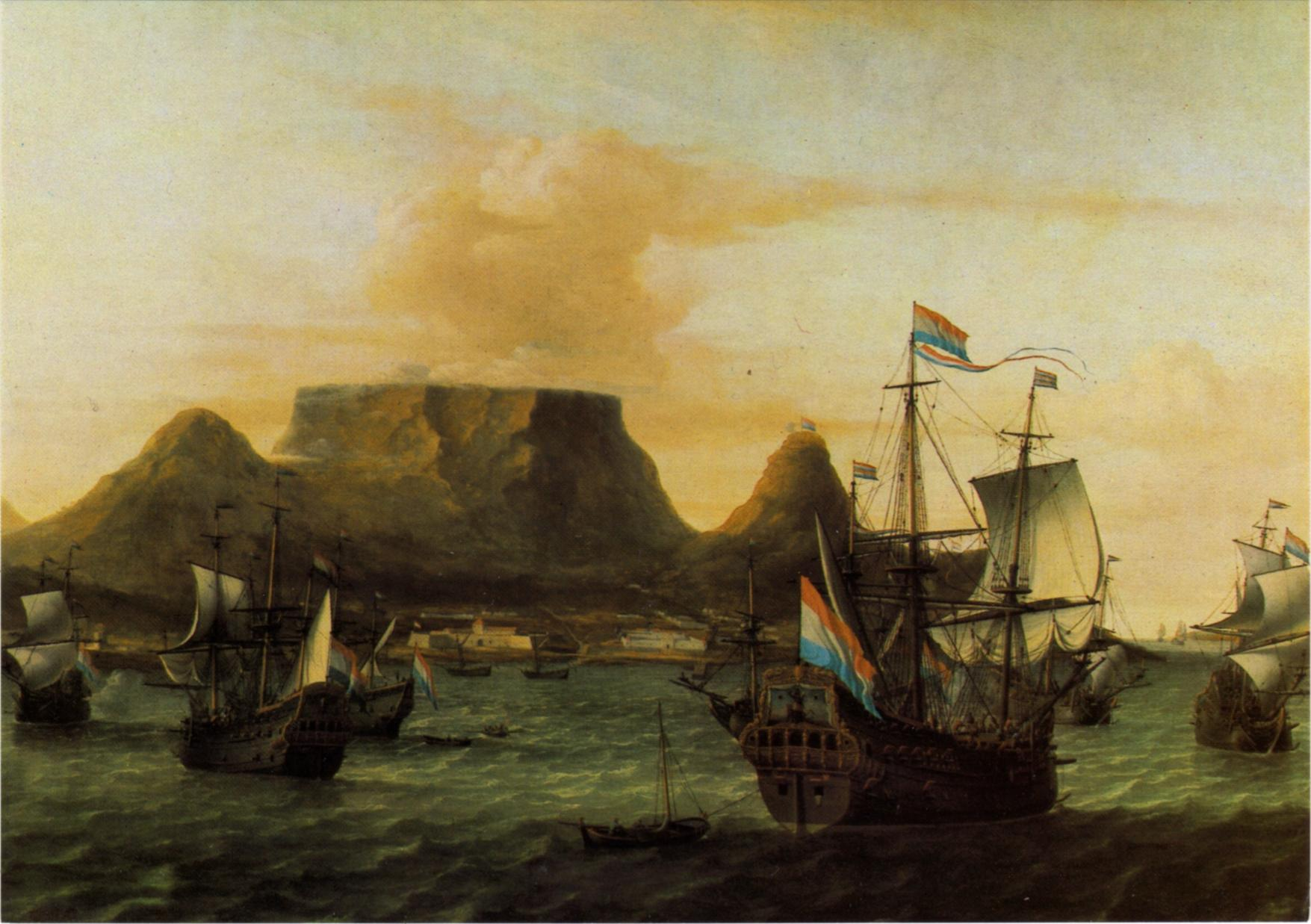
منظر خليج تابل (تطل عليها كيبستد، ومستعمرة كيب الهولندية) مع سفن شركة الهند الشرقية الهولندية ، تقريبا 1683. في العقد 1600، على الأرجح تجاوز حجم الأسطول التجاري الهولندي أساطيل إنجلترا وفرنسا وإسبانيا والبرتغال وألمانيا مجتمعة.

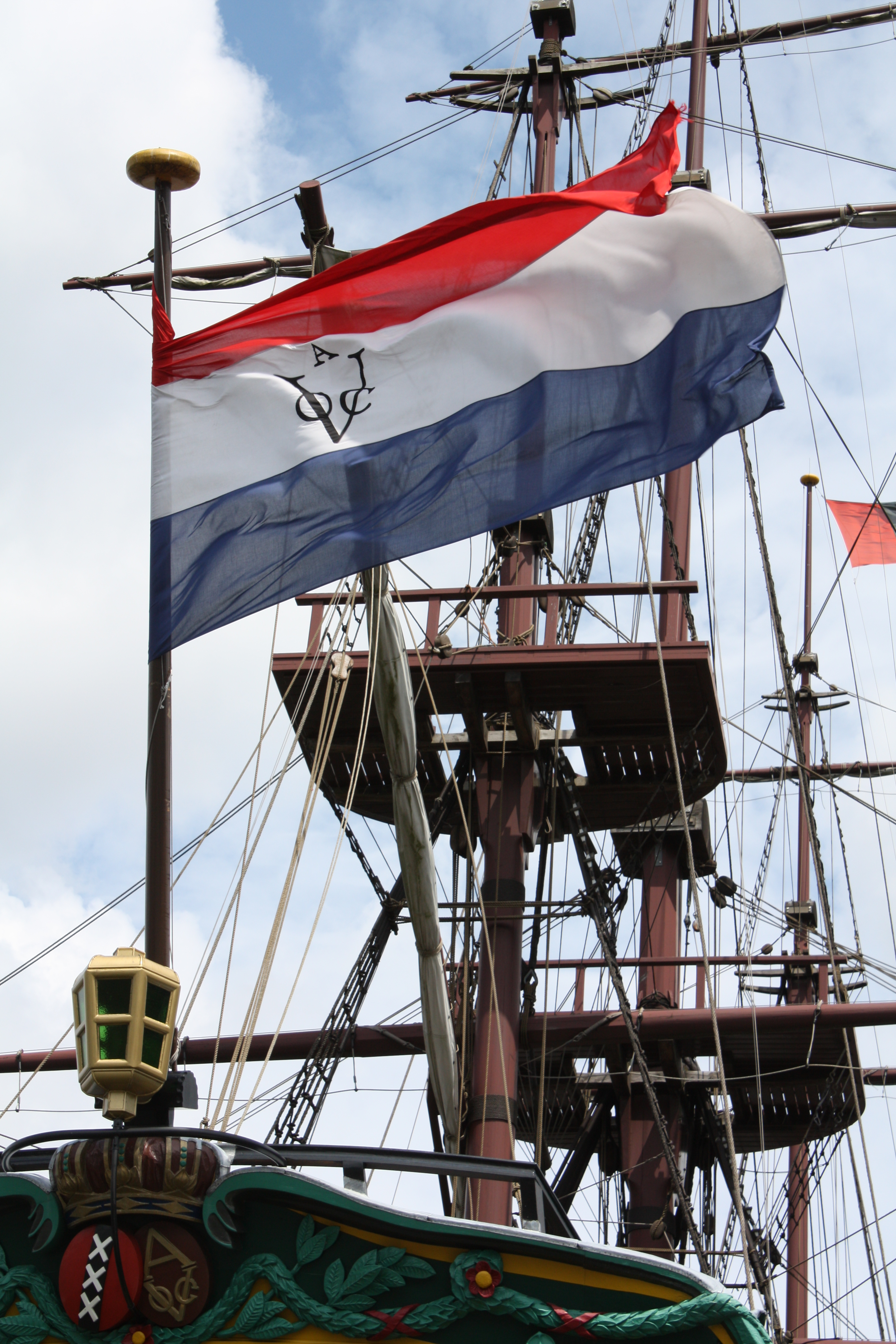
نسخة طبق الأصل لشرق الهند من شركة الهند الشرقية الهولندية/شركة جزر الهند الشرقية المتحدة (VOC). ومن المحتمل أن تكون أسطورة الهولندي الطائر قد نشأت من العصر الذهبي للـ VOC في القرن السابع عشر.

المرجع الأدبي التالي لظهور الهولندي كان في الفصل السادس من الرحلة إلى خليج بوتاني (1795) (المعروف أيضا باسم رحلة إلى نيو ساوث ويلز)،
ونسبت إلى جورج بارينغتون (1755-1804):
المرجع الأدبي التالي يقدم موضوع العقاب بسبب الجريمة، في مشاهد من النشء (أدنبرة، 1803) التي كتبها جون ليدن (1775-1811):
يضع الكاتب توماس مور (1779-1852) السفينة في شمال الأطلسي في قصيدته التي كتبت على جزيرة الرجل الميت في خليج سانت لورانس، في وقت متأخر من المساء في سبتمبر 1804: «انزلاق سريع على طول لحاء قاتم / أشرعتها ممتلئة، على الرغم من أن الرياح ساكنة،/ وهناك ضربات لا تتنفّس لها الأشرعة لتحركها». ويضيف الحاشية: «اقترحت الأسطر في الأعلى من قبل خرافة شائعة جدا بين البحارة، الذين يطلقون على هذه بالسفينة الشبح، أعتقد أنها، 'الرجل الهولندي الطائر'.»
السير والتر سكوت (1771-1832)، صديق جون ليدن، كان أول من ذكر أن السفينة كانت للقراصنة، كتب في قصائد روكبي. (نشرت لأول مرة في ديسمبر 1812) تقول أن السفينة «كانت محملة بالسبائك الذهبية وارتكبت جريمة قتل عليها فأصاب الوباء الطاقم، مما أغلق كل الموانئ على السفينة.»
ووفقا لبعض المصادر، فإن القبطان الهولندي «برنارد فوكي» في القرن السابع عشر يعتبر نموذج لقبطان سفينة الأشباح. اشتهر القبطان فوكي بسرعة رحلاته من هولندا إلى جاوة وكان يعتقد أن له ارتباط مع الشيطان. طُبعت النسخة الأولى من الأسطورة كقصة في مجلة أدنبرة بلاكوود في مايو 1821، التي اعتبرت المشهد في رأس الرجاء الصالح. تقدم القصة اسم القبطان «هندريك فان دير ديكن» للقائد والمواضيع (التي أعدها كتاب لاحقون) من الرسائل الموجهة إلى أشخاص قد لقوا حتفهم منذ فترة طويلة وعرضوا على سفن أخرى للتوصيل، لكنها إذا قبلت فإنها ستجلب لهم سوء الحظ؛ فظل تحت لعنة بأن يدور هو وسفينته وبحارته الأموات إلى يوم القيامة.

## تقارير عن مشاهدات
هناك عدة قصص تدور حول أسطورة الهولندي الطائر، فالبعض يدعي أنها هولندية، وآخرون يعتقدون أن أصلها إنجليزي. هناك الكثيرون من زعموا أنهم شاهدوا السفينة، منذ عام 1835، وكانت آخر مرة شوهدت فيها هي عام 1942 عند سواحل كيب تاون.

## تفسيرات الوهم البصري

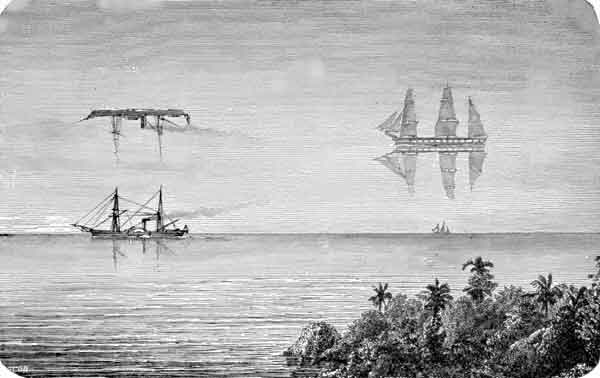
كتاب عرض يوضح سراب عالي لقاربين

التفسير الأكثر مصداقية لمشاهدات السفينة المذكورة هو حدوث ظاهرة بصرية يتوهمها الناس على أنها سفينة للأشباح، تلك الظاهرة تتمثل بالسراب القوي أو ظاهرة فاتا مورغانا التي تشاهد عادة في البحر. وهي مجرد انعكاسات بصرية «مشوهة» لأشكال السفن العابرة من بعيد ولا تحدث إلا تحت ظروف معينة ولفترات قصيرة، وهذا ما يفسر اختفاء وظهور المشاهدات المزعومة. تشاهد تلك الظاهرة عادةً في الصباح بعد ليلة باردة مما ينتج عنه إشعاع حراري في الجو في ذلك الشكل من السراب تبدو الأجسام في الأفق أو حتى ما خلف الأفق ممدودة أو ممطوطة كأنها قلاع من وحي القصص الشعبية الخيالية، ولكنها في الواقع جزر، جروف صخرية أو سفن أو قطع ثلجية ضخمة عائمة. عند حدوث سراب قوي (فاتا مورغانا) لسفينة عابرة، فمن الممكن أن يكون لها عدة أشكال، حتى أن الزورق يبدو أحياناً كأنه يطير بمشهد شبحي أو غير عادي مع تغيير شكله، كما يمكن أن تبدو السفينة طافية داخل الأمواج. وفي أحيان أخرى تبدو صورة السفينة المعكوسة «فوق» صورة السفينة الأصلية. وفي بعض الأحيان يكون من الصعب التمييز بين ما هو حقيقي أو وهمي. ومن المثير أنه عندما تكون السفينة خلف الأفق فإن ظاهرة فاتا مورغانا ستنقلها للأمام حيث تظهر في الأفق ولكنها مشوهة.

## أثر الهولندي الطائر

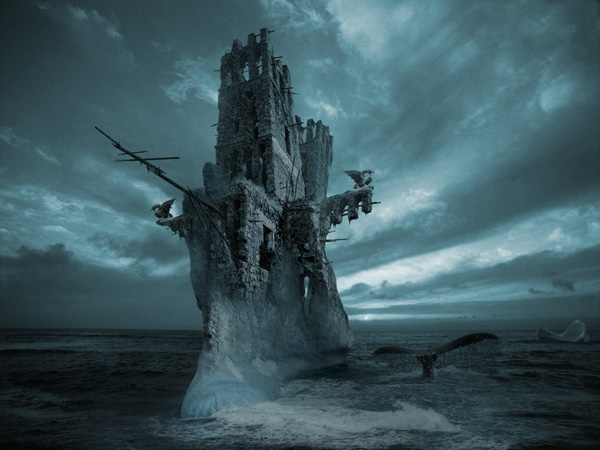
رسم تخيلي للهولندي الطائر.

أما هذا الاسم فقد أصبح مؤثراً حتى أطلق هذا اللقب على لاعب الكرة يوهان كرويف ومن بعده العديد من لاعبي الكرة الهولنديين. وقد استخدمت فكرة الهولندي الطائر في العديد من الأعمال الأدبية والموسيقية؛ فقد اعتمد الشاعر الإنجليزي صمويل تايلور كولريدج قصيدته الملاح القديم 1798، على هذه الأسطورة. وحوّر المؤلف الموسيقي الألماني ريتشارد فاجنر القصة في روايته التمثيلية الموسيقية أوبرا الهولندي الطائر (1843م).
وشبح الهولندي الطائر هو أحد شخصيات مسلسل نيكلوديون الكرتوني سبونجبوب، كما أن السفينة ظهرت كسفينة ديفي جونز في فيلم قراصنة الكاريبي: صندوق الرجل الميت، وكما أن إييتشيرو أودا مؤلف مانجا ون بيس قد أظهر هذه الأسطورة في مانجاته الشهيرة ون بيس في الفصل رقم 606.

## فهرس
- Barrington، George (2004) [1795]، Voyage to Botany Bay، Sydney University Press، ISBN:1-920897-20-8
- Meyer-Arendt، Jurgen (1995) [1972]، Introduction to Modern and Classical Optics، Prentice-Hall, Inc.، ISBN:0-13-124356-X

## وصلات خارجية
- On the history and sightings of the Flying Dutchman
- USA premiere of 1841 critical edition of Wagner's The Flying Dutchman at Boston Lyric Opera, April & May 2013
- Mainly about Wagner's possible sources
- Source of the legend of the Flying Dutchman
- Melodramatic Possessions: The Flying Dutchman, South Africa and the Imperial Stage ca. 1830
- The Phantom Ship by Marryat at Project Gutenberg
- Blackwood's Edinburgh Magazine, May 1821
- On the history and sightings of the Flying Dutchman
- Mainly about Wagner's possible sources
- The Death Ship by W. Clark Russell at Project Gutenberg
- "The Flying Dutchman, Harbinger of Watery Doom" article on Atlas Obscura